# Charles Calvin Bowman

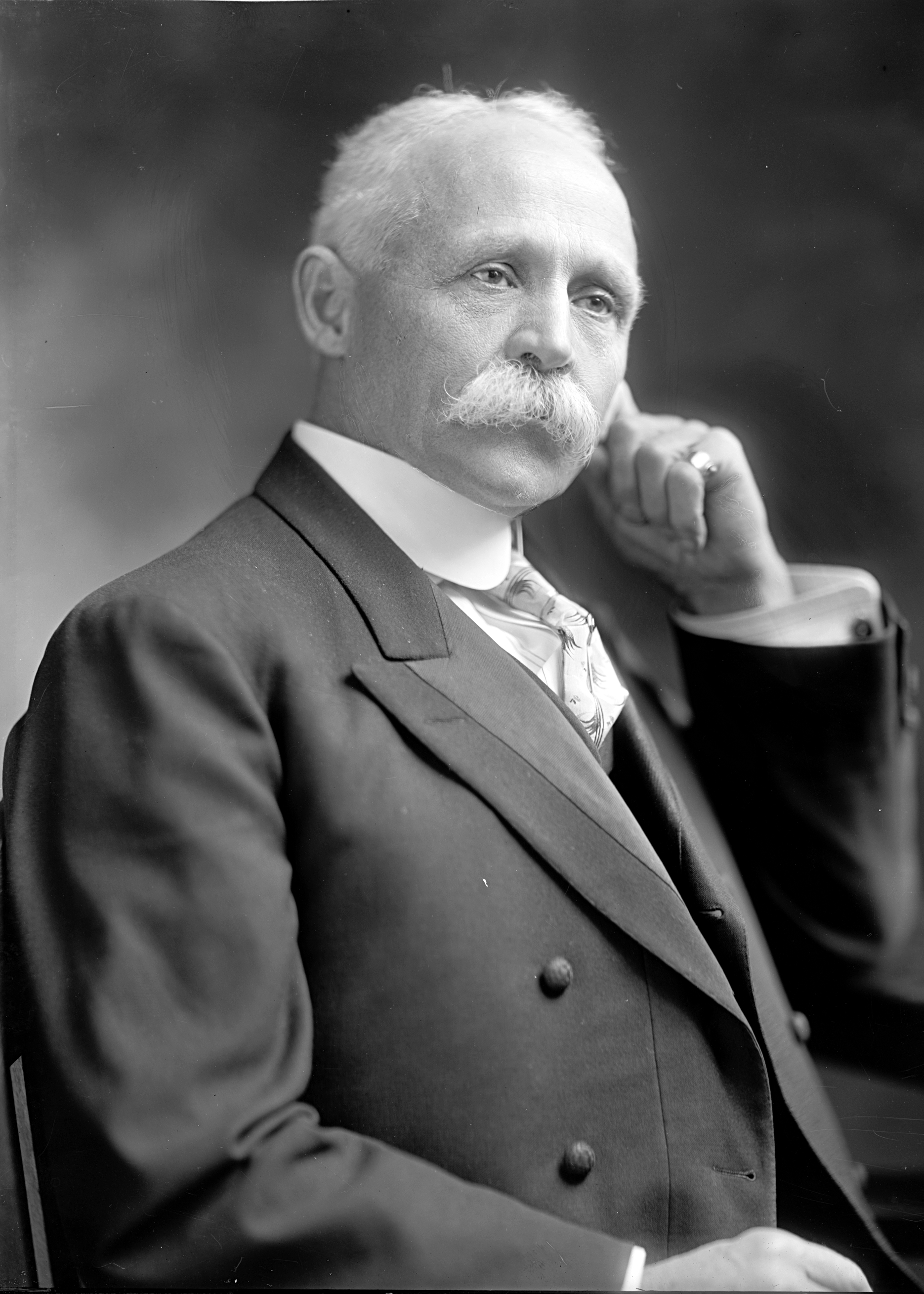
Charles Calvin Bowman

Charles Calvin Bowman (* 14. November 1852 in Troy, New York; † 3. Juli 1941 in Pittston, Pennsylvania) war ein US-amerikanischer Politiker. In den Jahren 1911 und 1912 vertrat er den Bundesstaat Pennsylvania im US-Repräsentantenhaus.

## Werdegang
Charles Bowman besuchte die öffentlichen Schulen seiner Heimat und danach die Lansingburg Academy, ebenfalls im Staat New York. Danach absolvierte er eine Lehre in der Holzbranche. 1875 absolvierte er das Union College in Schenectady, wo er zum Bauingenieur ausgebildet wurde. Im selben Jahr begann er in Danvers (Massachusetts) in diesem Beruf für die Staatsregierung zu arbeiten. Bereits ein Jahr später stieg er in Pennsylvania in das Kohlegeschäft ein. Er war für die Pennsylvania Coal Co. in Pittston tätig und baute eine weitere Versandabteilung dieser Firma für den Westen auf. Diese Abteilung leitete er bis 1883. In den Jahren 1883 und 1884 war er Manager der Firma Florence Coal Co. Später machte er sich im Bergbau und im Handel mit Anthrazitkohle selbständig. Gleichzeitig schlug er eine politische Laufbahn ein. 1886 war er Bürgermeister von Pittston. In dieser Stadt wurde er auch 16 Mal in den Gemeinderat gewählt. Im Jahr 1890 nahm er als Delegierter am regionalen Parteitag der unabhängigen Republikaner teil. Danach wechselte er zur Republikanischen Partei. 1898 war er auch Delegierter auf deren regionalem Parteitag in Pennsylvania.
Bei den Kongresswahlen des Jahres 1910 wurde Bowman im elften Wahlbezirk von Pennsylvania in das US-Repräsentantenhaus in Washington, D.C. gewählt, wo er am 4. März 1911 die Nachfolge von Henry Wilbur Palmer antrat. Gegen den Wahlausgang wurde allerdings Widerspruch eingelegt. Am 12. Dezember 1912 erklärte der Kongress den Sitz für vakant. Damit musste Bowman an diesem Tag sein Mandat aufgeben. Bei den regulären Wahlen des Jahres 1912 wurde er nicht wiedergewählt.
Nach dem Ende seiner Zeit im US-Repräsentantenhaus arbeitete Charles Bowman wieder im Kohlegeschäft. Sein Sohn William Bowman nahm als Fechter an den Olympischen Sommerspielen 1912 teil. Er starb am 3. Juli 1941 in Pittston, wo er auch beigesetzt wurde.